# 조선민주주의인민공화국의 세계유산

조선민주주의인민공화국의 세계유산은 유네스코 세계유산에 등재된 북한의 세계유산을 일컫는다. 총 2건의 문화유산이 등재되어 있다. 2004년 평양과 평안남도 일대에 걸쳐있는 고구려 고분군이 문화유산으로 등록되었다. 이후 2013년 6월 23일, 개성 일대의 만월대, 성균관, 선죽교와 표충비, 왕건왕릉, 공민왕릉을 비롯한 고려왕릉군과 개성의 유적지가 문화유산으로 지정되었다.

## 목록

### 문화유산
| No. | 사진                          | 등록명           | 소재지 | 등록년도 | 등록기준           | 유네스코 지정번호 | 비고 |
| 1   | 동명왕릉 수산리 고분 강서대묘 | 고구려 고분군    | 평양직할시 력포구역 평양직할시 삼석구역 평안남도 대동군 남포특별시 강서군 남포특별시 룡강군 황해남도 안악군 | 2004년   | (ⅰ), (ⅱ), (ⅲ), (ⅳ) | 1091              |      |
| 2   | 공민왕릉                      | 개성역사유적지구 | 황해북도 개성시 황해북도 개풍군                                                                             | 2013년   | (ⅱ), (ⅲ)           | 1278              |      |

## 사진

### 고구려 고분군

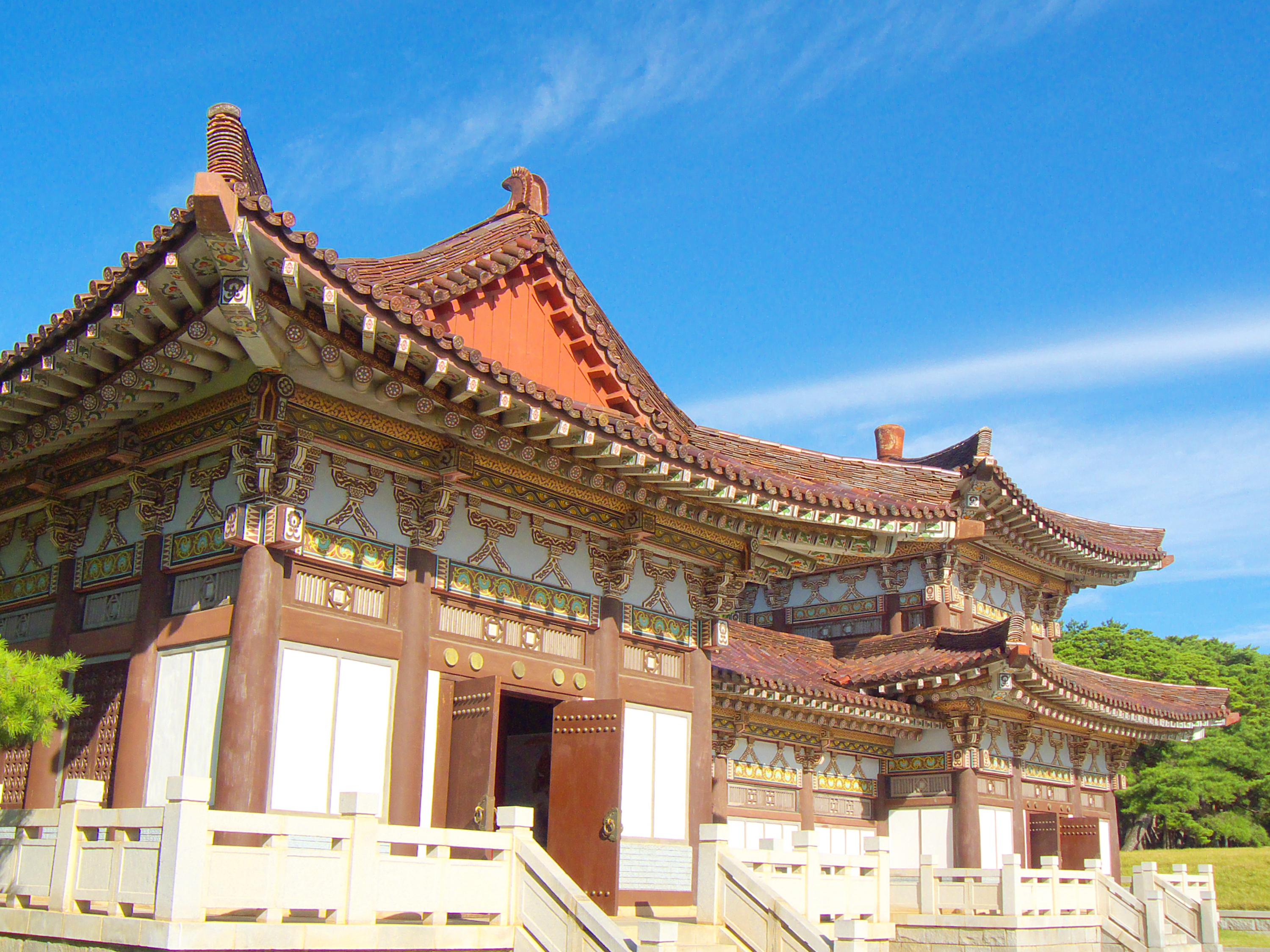
동명왕릉
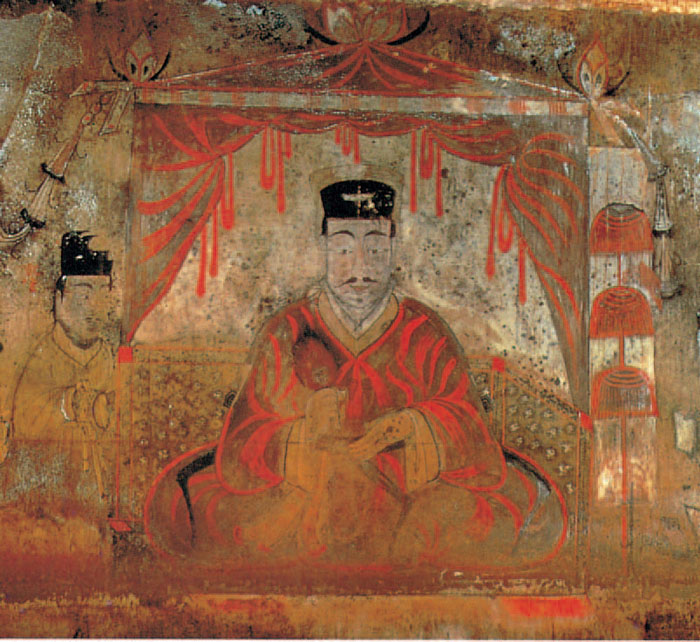
안악 3호분 묘주 벽화
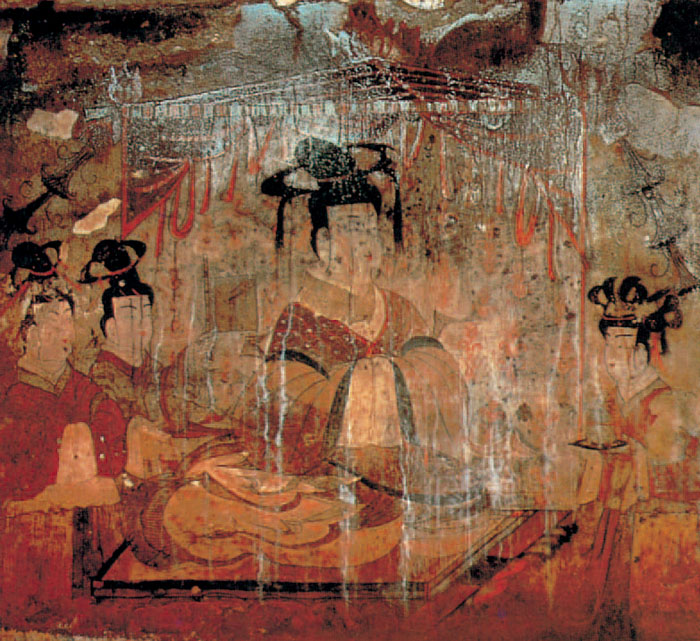
안악 3호분 묘주 부인
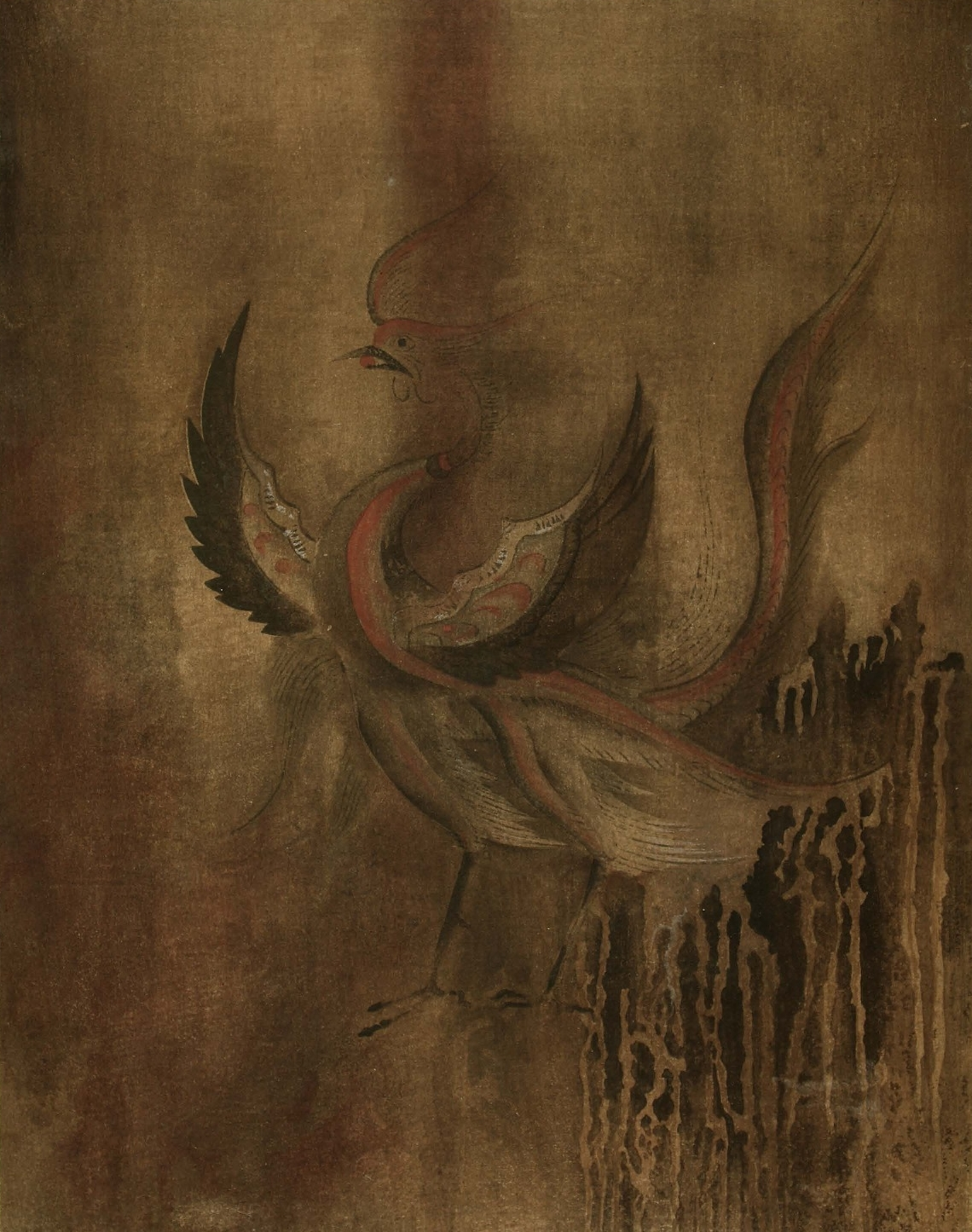
강서대묘 주작도
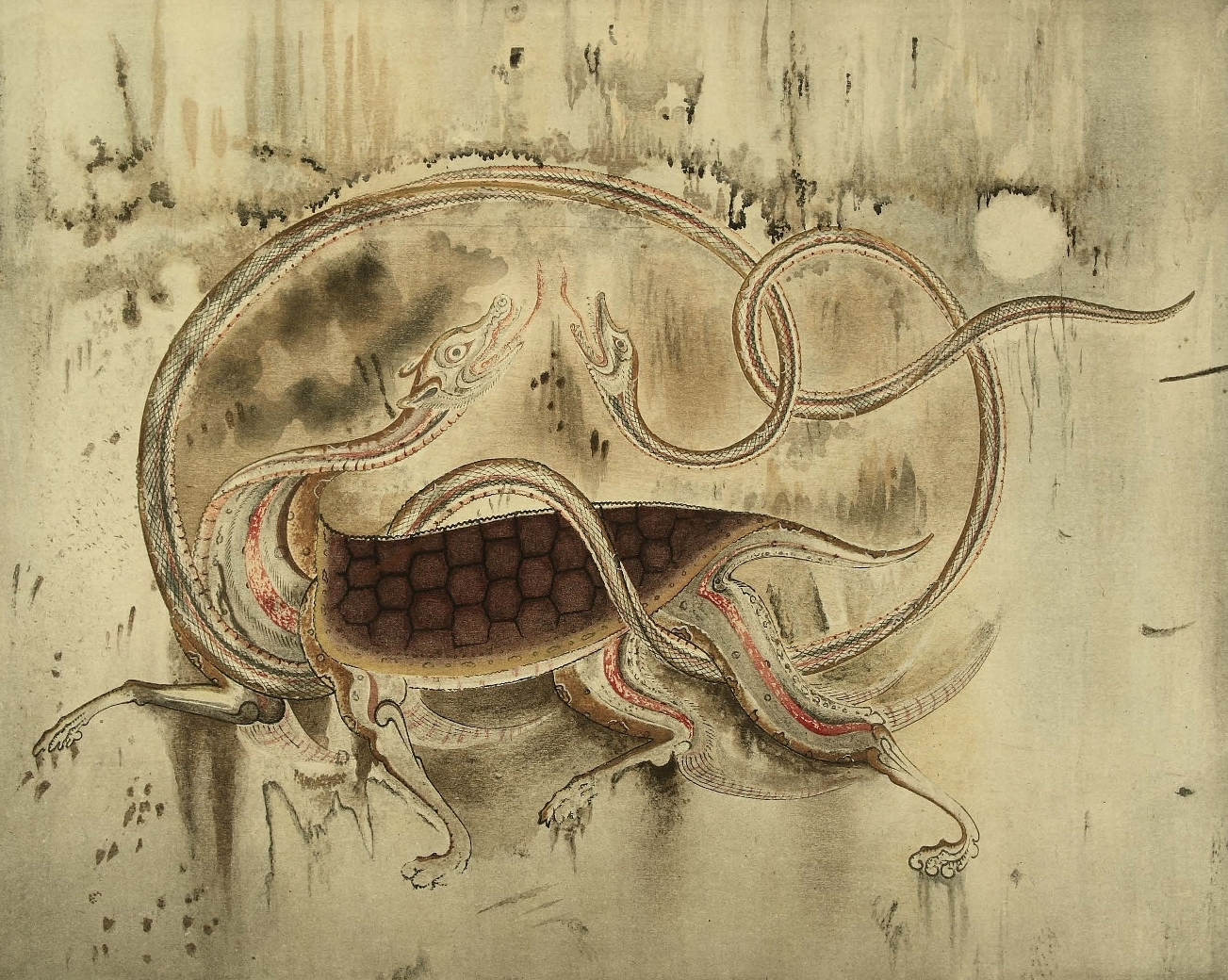
강서대묘 현무도
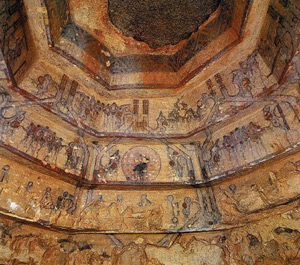
덕화리 고분군
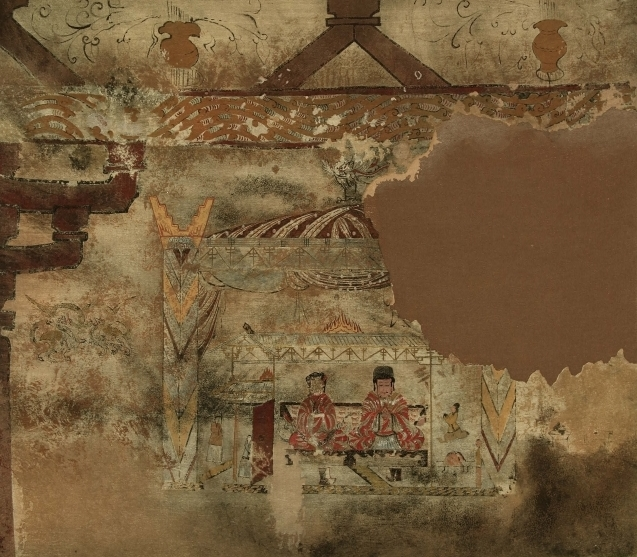
쌍영총 벽화
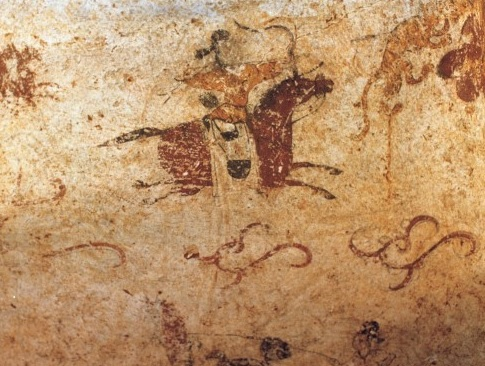
약수리 고분 벽화

### 개성역사유적지구

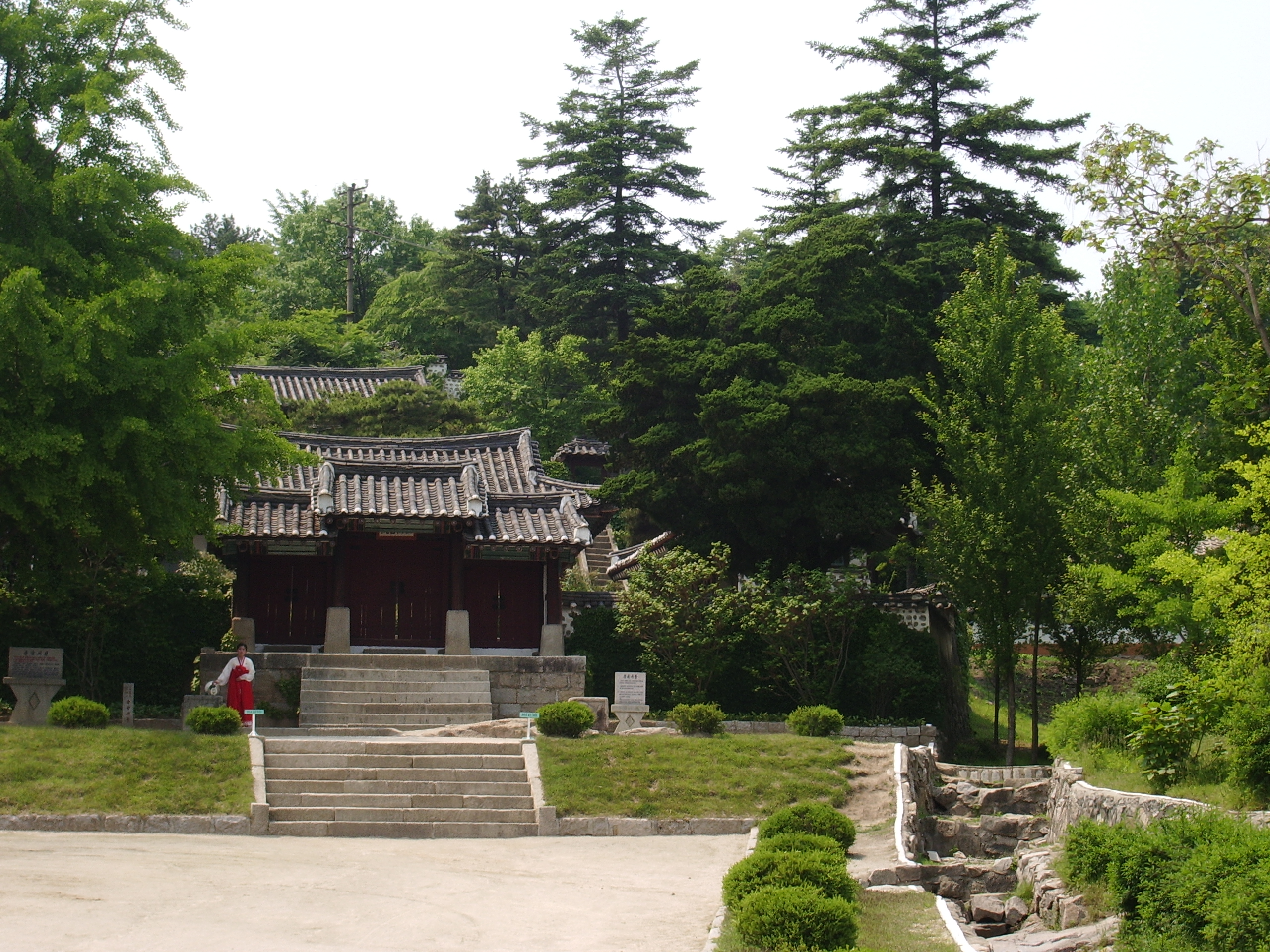
개성 숭양서원
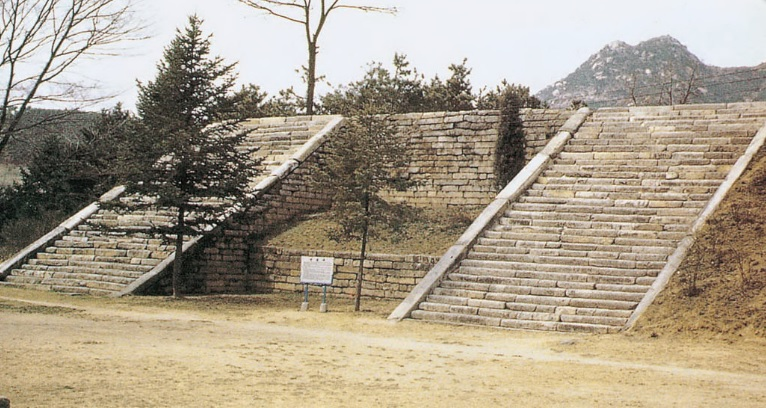
만월대
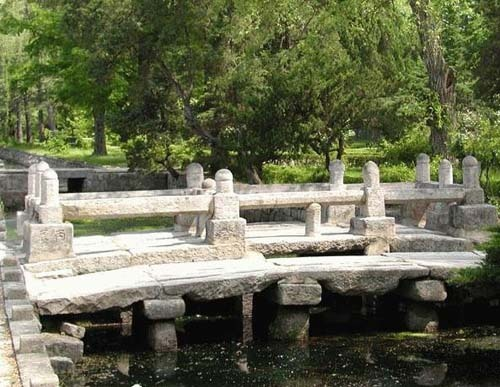
선죽교
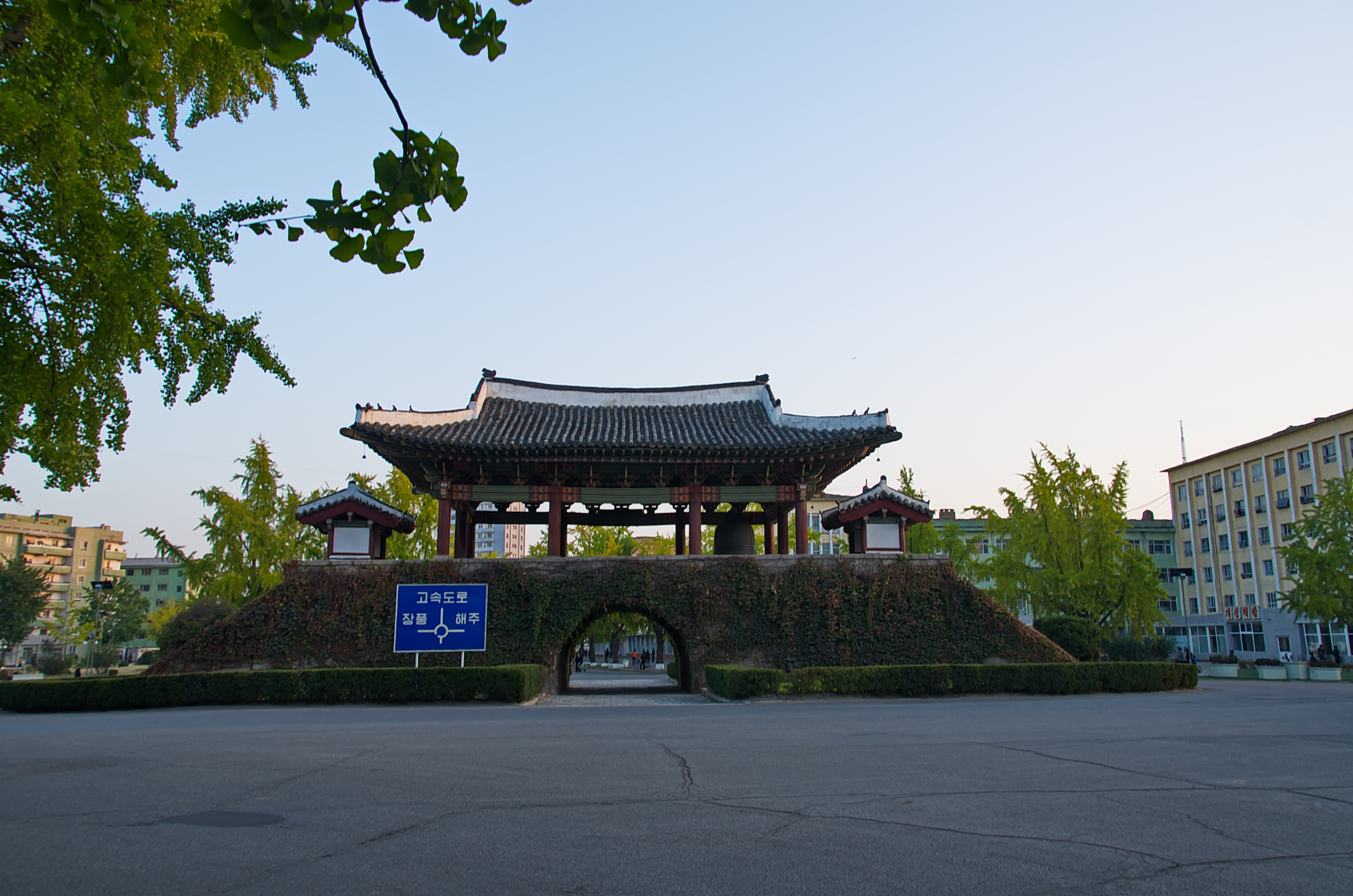
개성 남대문
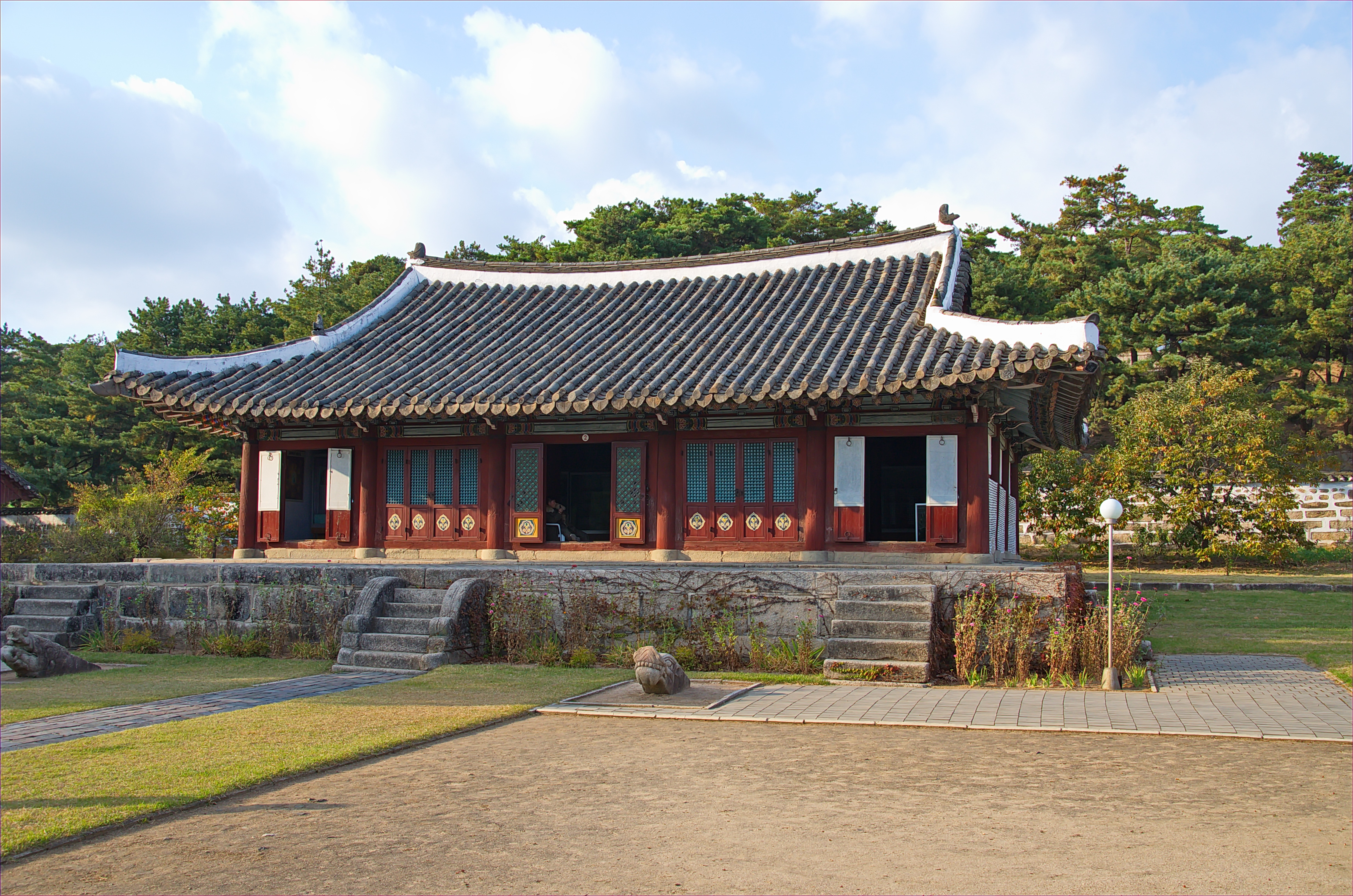
개성 성균관
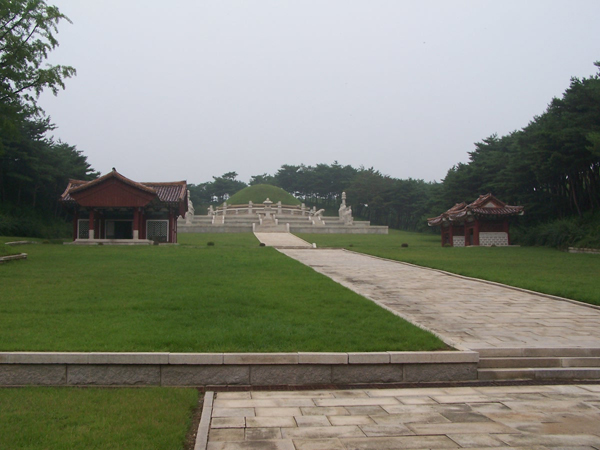
왕건 왕릉
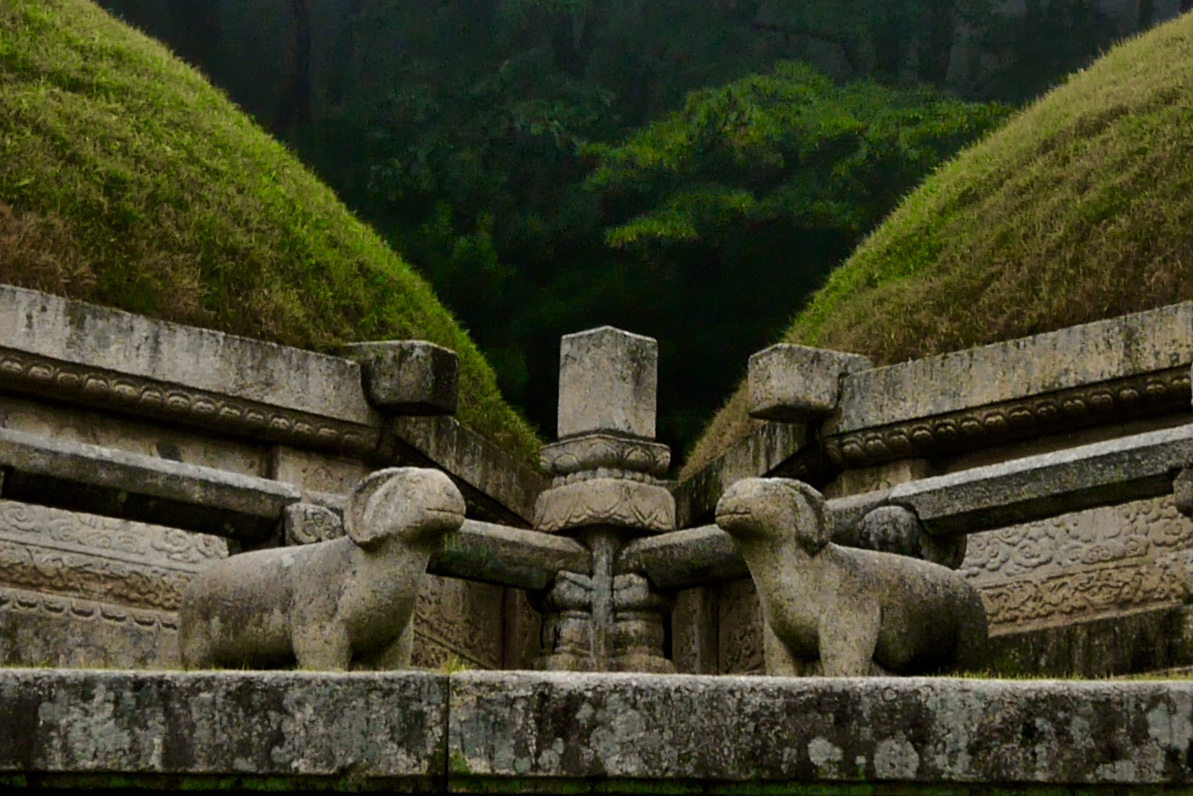
공민왕릉
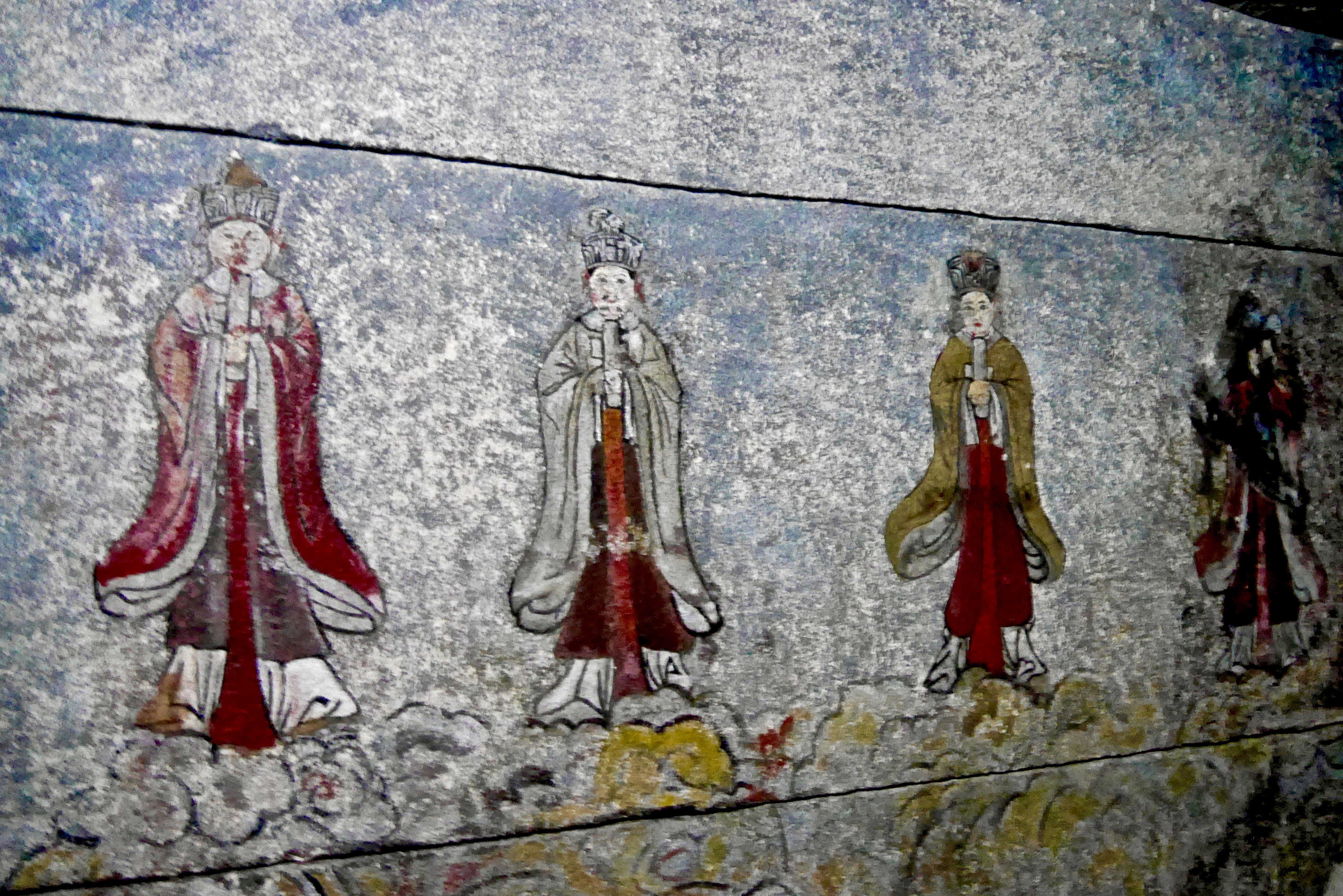
공민왕릉 벽화
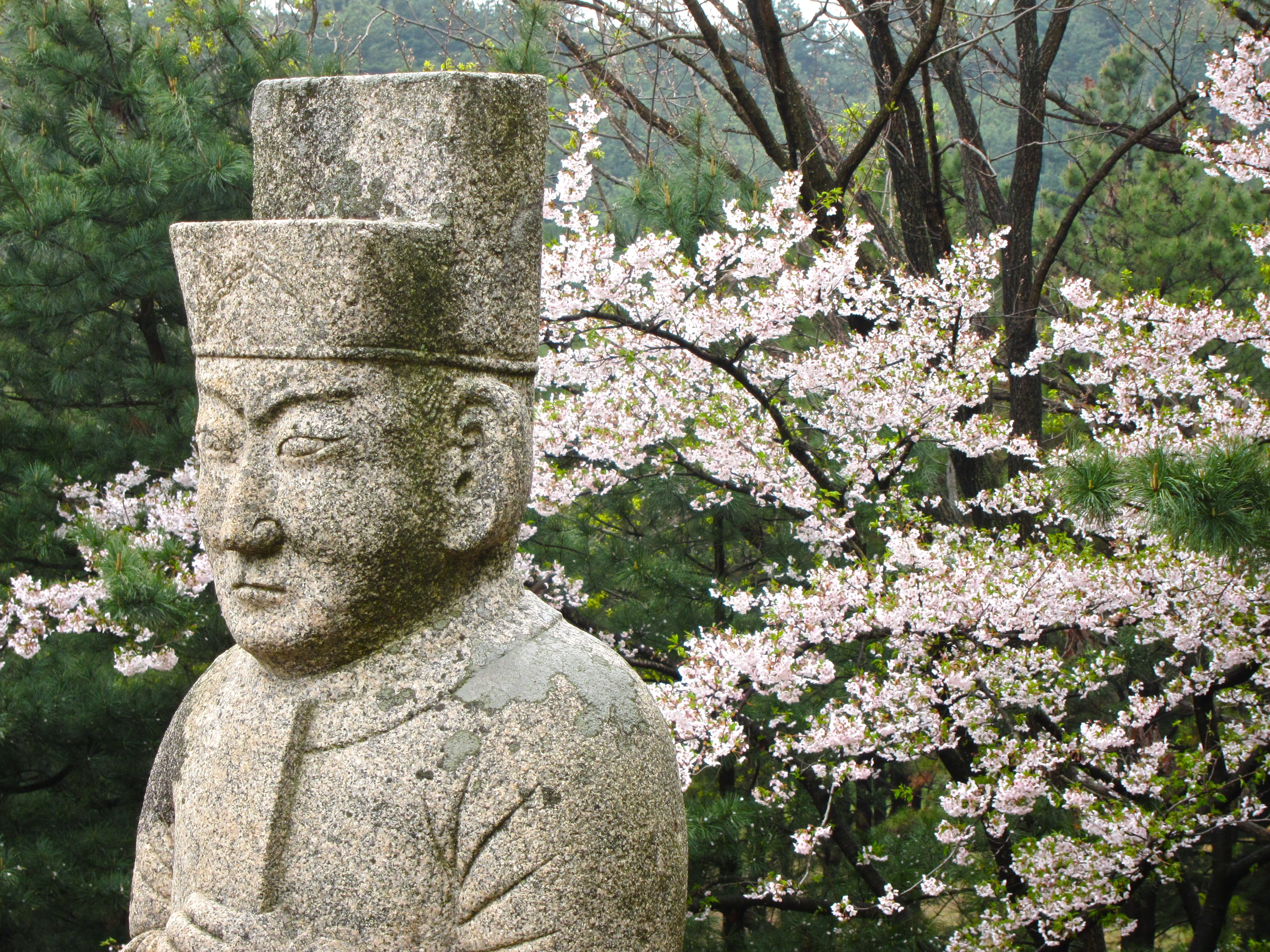
공민왕릉 문인상

## 같이 보기
- 세계유산
- 아시아의 세계유산
- 대한민국의 세계유산